# Uznaný sport
Uznaný sport je definován Mezinárodním olympijským výborem s cílem podpořit olympijské hnutí. Patří sem některé až doposud neolympijské sporty, které jsou pod patronací některé z mezinárodních sportovních federací zaobírající se jedním nebo vícerými sporty na celosvětové úrovni a zahrnující národní sportovní organizace daného sportu.

## Seznam uznaných sportů
| - Americký fotbal - Automobilový sport - Bandy - Baseball a Softball - Bowling - Bridž - Florbal - Horolezectví a Skialpinismus - Cheerleading - Karate - Kolečkové sporty - Pólo | - Korfbal - Koulové sporty - Kriket - Kulečník - Letecký sport - Motocyklový sport - Muay Thai - Netball - Orientační sport - Pelota - Podvodní sporty - Přetahování lanem | - Raketbal - Šachy - Sportovní lezení - Squash - Sumó - Surfing - Taneční sport - Ultimate Frisbee - Vodní lyžování a Wakeboarding - Vodní motorismus - Kung-fu - Záchranářský sport |